# Sun in the House of the Scorpion
Sun in the House of the Scorpion (с англ. — «Солнце в Доме Скорпиона») — второй студийный альбом украинской блэк-метал-группы Blood of Kingu, выпущенный 10 августа 2010 года на лейбле Candlelight Records. В качестве обложки использована картина польского художника Здзислава Бексиньского. В 2020 году альбом был переиздан лейблом Osmose Productions.

## Отзывы критиков
Альбом получил положительные отзывы критиков. Эдуардо Ривадавиа в своей рецензии для сайта AllMusic отметил творческое разнообразие группы, которая сочетает блэк-метал с другими стилями метала и похвалил атмосферу альбома. Бьорн Торстен Ящински из немецкого Rock Hard также положительно отзывался об атмосфере альбома и отметил мотивы египетской и тибетской музыки.

## Список композиций
| №                   | Название                                                  | Длительность |
| ------------------- | --------------------------------------------------------- | ------------ |
| 1.                  | «Herald of the Aeon of Darkness» (инструментальная)       | 0:55         |
| 2.                  | «Those That Wander Amidst the Stars»                      | 4:20         |
| 3.                  | «Cyclopean Temples of the Old Ones»                       | 4:25         |
| 4.                  | «Incantation of He Who Sleeps»                            | 10:24        |
| 5.                  | «Guardians of Gateways to Outer Void»                     | 5:47         |
| 6.                  | «Ceremonies to Awake Thy Ageless Hate»                    | 3:57         |
| 7.                  | «Morbid Black Dreams Bringing Madness» (инструментальная) | 2:05         |
| 8.                  | «Gate of Nanna» (кавер на Beherit)                        | 4:33         |
| Общая длительность: | Общая длительность:                                       | 36:40        |

| №                   | Название                                        | Длительность |
| ------------------- | ----------------------------------------------- | ------------ |
| 9.                  | «Destroyer of Everything Infinite and Timeless» | 5:15         |
| Общая длительность: | Общая длительность:                             | 41:55        |

## Участники записи
- Роман Саенко — вокал, гитара, клавишные
- Роман «Thurios» Благих — гитара
- Krechet — бас-гитара
- Юрий Синицкий — ударные